# Elliot Daly
Elliot Fitzgerald Daly (Charing Cross, 8 de octubre de 1992) es un jugador británico de rugby que se desempeña como centro o wing. Actualmente juega para el club Saracens de la Premiership Rugby inglesa.

## Trayectoria deportiva
Daly se unió al equipo de desarrollo de jugadores de élite de Wasps antes de ascender a la academia. Debutó como centro contra los Exeter Chiefs en la Anglo-Welsh Cup en noviembre de 2010, siendo aún alumno del Whitgift, y en el proceso se convirtió en el segundo jugador más joven en representar al club.
Su primer partido de la Premiership Rugby llegó más tarde ese mismo mes contra Bath Rugby y terminó la temporada 2010-11 con seis apariciones, jugando como centro, zaguero y ala.

## Internacional
Daly estuvo seleccionado para la Inglaterra 2015 Rugbi equipo de formación de Taza Mundial. Daly recibió su primera llamada hasta el equipo de Inglaterra sénior por entrenador nuevo Eddie Jones el 13 de enero de 2016 para las 2016 Seis Naciones Campeonato.
Daly hizo su debut internacional en contra Irlanda el 27 de febrero de 2016 durante las 2016 Seis Naciones campeonato, reemplazando Owen Farrell en Centro de Interior en un 21-10 victoria.
Daly hizo su primer inicio internacional en contra Sudáfrica encima 12 de noviembre de 2016 en la serie de riqueza mutua vieja. Empiece en el centro exterior que protagoniza al lado Owen Farrell quién jugó Centro de Interior. Él también puntuado sus primeros puntos internacionales que chutan una pena de gama larga en el 39.º minuto de la primera mitad.
Daly puntuó su primer internacional probar para Inglaterra cuándo empiece en el ala en Inglaterra 58-15 escombro de Fiyi en Twickenham el sábado 19.º noviembre de 2016.
El 26 de noviembre de 2016, devenga la primera Inglaterra atrás, y sólo el segundo nunca jugador de Inglaterra para ser enviado fuera en Twickenham. Daly fue para un emprender en el aire contra el Número de Argentina Ocho quién aterrizó en su cabeza y hombros en el quinto minuto de la primera mitad, y era posteriormente dado una tarjeta roja y 3 prohibición de semana.
Daly estuvo nombrado en el equipo de Inglaterra para afrontar Francia en Twickenham en el primer juego de las 2017 Seis Naciones el sábado 4 de febrero. Puntúe una pena de gama larga y estuvo negado un probar por un último gasp emprender del francés. Daly empezó en el ala otra vez en contra Gales en Cardiff el sábado 11.º febrero. Con Inglaterra que pierde 16-14 y 5 minutos dejaron en el reloj, Daly tomó un pase brillante de Owen Farrell, huyó el despairing garras de un positionally-Alex confundido Cuthbert y sprinted 20 metros para bucear encima en la esquina, ganando el partido para Inglaterra. Daly puntuó su segundo probar del torneo durante Inglaterra 36-15 gana encima Italia.
Fue seleccionado por Eddie Jones para formar parte del XV de la rosa en la Copa Mundial de Rugby de 2019 en Japón donde lograron vencer en semifinales, en el que fue el mejor partido del torneo, a los All Blacks que defendían el título de campeón, por el marcador de 19-7. Sin embargo, no pudieron vencer en la final a Sudáfrica perdiendo por el marcador de 32-12.

#### Participaciones en Copas del Mundo
| Mundial                       | Sede  | Resultado  | PJ | Tries |
| ----------------------------- | ----- | ---------- | -- | ----- |
| Copa Mundial de Rugby de 2019 | Japón | Subcampeón | 6  | 1     |

## Palmarés y distinciones notables
- Campeón del Torneo de las Seis Naciones de 2016
- Campeón del Torneo de las Seis Naciones de 2017
- Seleccionado por los British and Irish Lions para la gira de 2021 en Sudáfrica [17]